# Heteropoda renibulbis
Heteropoda renibulbis este o specie de păianjeni din genul Heteropoda, familia Sparassidae, descrisă de Davies, 1994. Conform Catalogue of Life specia Heteropoda renibulbis nu are subspecii cunoscute.